# 俄羅斯教堂 (日內瓦)

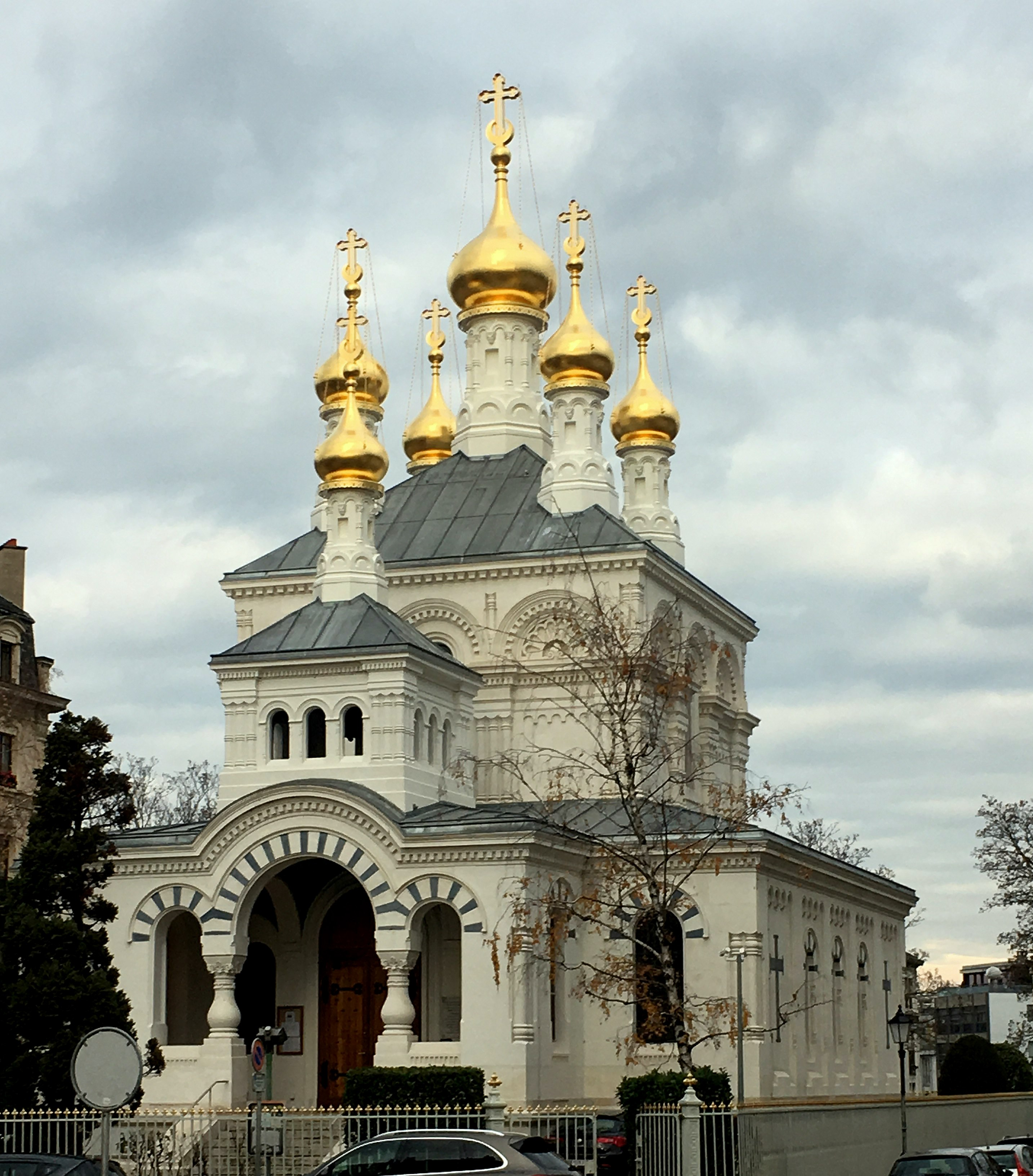

俄羅斯教堂（法語：Cathédrale de l'Exaltation de la Sainte Croix）是瑞士城市日內瓦的一座俄羅斯正教會教堂。

## 历史
经薩克森-科堡-薩爾費爾德的朱麗安妮的资助，教堂於1863年開始修建，1866年竣工。1966年，教堂進行了大修。現在教堂仍在使用。

## 外部連結
- 官方网站

46°11′56″N 6°09′14″E / 46.198882°N 6.153785°E